# Nihon Keizai Shimbun
Nihon Keizai Shimbun (del japonès, diari econòmic del Japó) o també anomenat Nikkei, és el diari del món de les finances amb més tirada amb una circulació diària de més de 3 milions. Aquest editorial calcula l'índex finacer borsàtil anomenat Nikkei 225 d'ençà el 1950. Va començar la seva publicació el 1876 amb el setmanari Chugai Bukka Shimpo (diari del preu de les matèries primeres). Va esdevenir de sortida diària el 1889 amb el nom Chugai Shogyo Simpo. Es va fusionar el 1942 amb Nikkan Kogyo i Keizai Jiji amb el nom Nihon Sangyo Keizai Shimbun. Finalment el diari es va dir Nihon Keizai Shimbun el 1946. El 30 de novembre del 2015 va comprar el prestigiós diari econòmic anglès Financial Times de la companyia Pearson PLC.